# Ron Geesin
Ronald Geesin (né le 17 décembre 1943 à Stevenston dans le North Ayrshire en Écosse) est un musicien et compositeur britannique connu pour ses créations excentriques et sa façon novatrice d'utiliser le son. Il est principalement connu comme étant le coauteur de la pièce Atom Heart Mother dans l'album éponyme de Pink Floyd. Il a aussi composé l'album Music from the Body, la bande sonore du film documentaire The Body, avec Roger Waters.
Le 12 janvier 2012, il se met au piano pour jouer Atom Heart Mother au Théâtre du Châtelet avec l'Orchestre Philharmonique de Radio France en utilisant subtilement un médiator.